# Münchner Bier

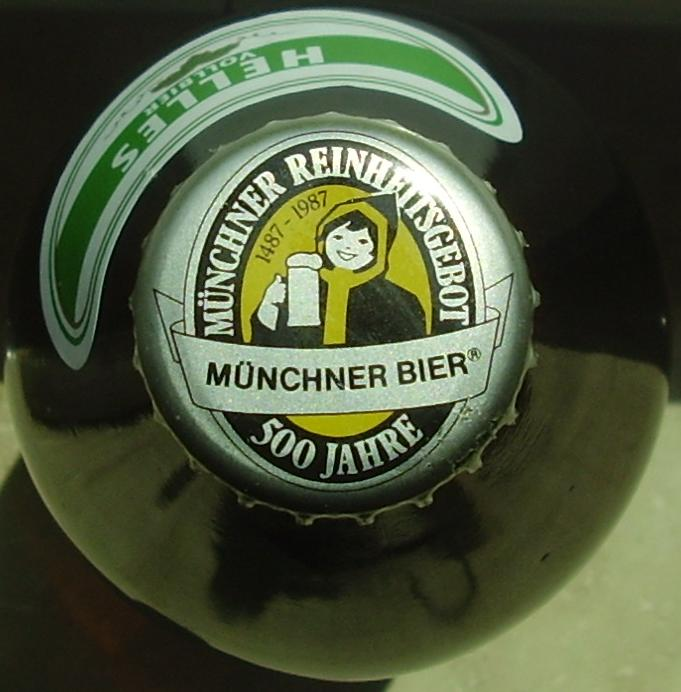
„500 Jahre Münchner Reinheitsgebot (seit 1487)“,
alter Augustiner-Kronkorkenaufdruck mit dem Münchner Kindl

Königliches Hofbräuhaus in München, 1903

Der Begriff Münchner Bier mit der jeweils abgestellten Sorte ist eine seit 1998 geschützte geografische Angabe für bestimmte Biere, das innerhalb der Stadtgrenzen der Stadt München gebraut wird. Es ist sozusagen die Produktbezeichnung. Münchner Bier mit der jeweils abgestellten Sorte wird insbesondere von den zum Verein Münchener Brauereien zusammengeschlossenen Brauereien Augustiner-Bräu, Hofbräu, Löwenbräu, Paulaner produziert. Außer diesen vier Brauereien (und deren Marken) kann aktuell nur noch die Brauerei Giesinger Münchner Bier nach g.g.A. produzieren. Die Münchner Kindl Bräu hat mit Tiefbohrung nach Wasser begonnen, um künftig als sechste Münchner Brauerei zu gelten, welche diese Produktbezeichnung verwenden darf.
In München gibt es weit mehr als diese fünf Münchner Brauereien und deren Marken. Diese produzieren natürlich selbst auch Münchner Bier (Herkunftsangabe), jedoch dürfen diese nicht den geschützten Begriff im Zusammenhang mit der jeweils abgestellten Sorte verwenden. 

## Grundlage
Aus der Tradition sind Münchner Brauereien an das Münchner Reinheitsgebot von 1487 gebunden, das insbesondere vorschreibt keine Zusatzstoffe zu verwenden. Nach der Selbstdarstellung ist es den Münchener Brauern eine innere Einstellung an hohen ethischen Werten festzuhalten. Im Jahre 1987 wurde nach dem Urteil des Europäischen Gerichtshofs die Freigabe für Deutschland möglich, Bier auch „nicht nach dem Reinheitsgebot zu brauen“. Danach haben die Münchner Brauereien im Jahr 1998 den Begriff des „Münchner Bieres“ sowie seine Eckdaten selbstverpflichtend in Brüssel als geschützte geografische Angabe (g.g.A.) eintragen lassen. „‚Münchner Bier‘ dürfen nur die Münchner Brauereien herstellen und daher ist Münchner Bier auch eine eingetragene Marke. […] Nach Abschluss ihrer Ausbildung geben [die Auszubildenden der Münchner Brauereien] zusammen mit Verantwortlichen der Brauereien eine Ehrverpflichtung, den „Preu-Aid“ ab, Münchner Bier nur mit Wasser, Malz, Hopfen und Hefe zu brauen. Nach alter überlieferter Rezeptur wird also noch heute aus reinen natürlichen Rohstoffen – wie reinem Wasser aus eigenen Tiefbrunnen, bestem Malz und ausgewähltem Hopfen ein Bier gebraut, das Weltruf genießt.“

## Begriffsunterscheidungen
- „Münchner Bier“ ist keine Sortenbezeichnung, sondern an die geografische Herkunft gebunden. In unterschiedlicher Angebotspalette der Vereinsmitglieder wird Münchner Bier in verschiedenen Sorten hergestellt: Helles, Export Hell, Export Dunkel, Pils, Leichtes Weißbier, Kristall Weizen, Hefeweizen Hell, Hefeweizen Dunkel, Märzen, Bockbier, Doppelbock, Leichtbier, Schwarzbier und als geschützte Marke das Oktoberfestbier.[8]
- Münchner Bier muss mit Quellwasser gebraut werden, das aus im Münchner Stadtgebiet gelegenen, bis in die Schichten des Tertiär reichenden Tiefbrunnen gefördert wird.[4][9]

- Neben Münchner Bier gibt es weitere mit der geografischen Herkunft geschützte Biernamen, die als „g.g.A.“ in der Brüsseler Liste aufgenommen sind.

- Von der g.g.A.-Bezeichnung „Münchner Bier“ ist die Bierherstellung nach „Münchner Brauart“ zu unterscheiden. Diese beschreibt das durch Prozessführung und Anteile der Grundstoffe erhaltene Produkt beispielsweise in Differenz zur Pilsner Brauart.